# ARN extracelular

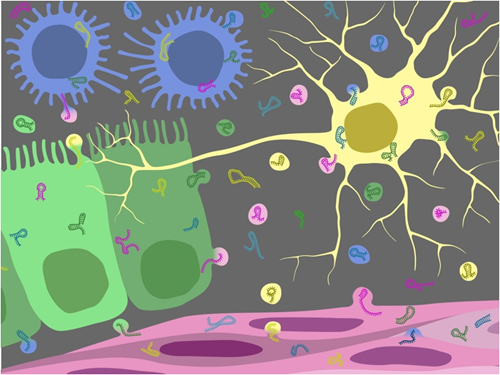
Dibujo que representa los entornos en los que los ARNs extracelulares han sido descubiertos.

Por ARN Extracelular se conoce al tipo de ARN que se presenta fuera de las células en las cuales fue transcrito originalmente. En los seres humanos, el ARN extracelular ha sido descubierto en fluidos corporales como sangre venosa, saliva, leche materna, orina, semen, sangre menstrual y flujo vaginal. 
Aunque su función biológica no se comprende totalmente, se propone que desempeñan funciones en una variedad de procesos biológicos como la comunicación celular.

## Importancia Médica
A medida que surge evidencia que apoya la función del ARN extracelular como un comunicador intercelular, se investiga la posibilidad de usarlos en el diagnóstico, pronóstico y tratamiento de ciertas enfermedades.